# Pidonia longipalpis
Pidonia longipalpis är en skalbaggsart som beskrevs av Mikio Kuboki 1985. Pidonia longipalpis ingår i släktet Pidonia och familjen långhorningar.
Artens utbredningsområde är Taiwan. Inga underarter finns listade i Catalogue of Life.